# Waiuna Lagoon
Die Waiuna Lagoon ist ein See im Southland District der Region Southland auf der Südinsel von Neuseeland.

## Geographie
Die Waiuna Lagoon befindet sich in einer Ebene, zwischen der McKenzie Range im Norden, knapp einen Kilometer entfernt und der Skippers Range, rund 2,2 km im Süden zu finden. Der See, der auf einer Höhe von 15 m anzutreffen ist, liegt rund 1,8 km von der Küste zur Tasmansee entfernt. Er erstreckt sich zweiteilig über eine Länge von rund 2,0 km in Nordnordwest-Südsüdost-Richtung und misst an seiner breitesten Stelle rund 850 m ist Ost-West-Richtung. Die Flächenausdehnung beträgt rund 85,7 Hektar und die Uferlinie misst rund 7,3 km.
Gespeist wird der See von dem von Osten kommenden Dry Awarua River und die Entwässerung findet im Süden über den nach Westen abgehenden Awarua River stett.